# ماراثون شانغهاي
ماراثون شانغهاي هو سباق ماراثون يقام سنوياً في شانغهاي،الصين.بدأ السباق لأول مرة في 1996.